# Urban (Washington)
Urban az Amerikai Egyesült Államok északnyugati részén, Washington állam Skagit megyéjében elhelyezkedő önkormányzat nélküli település.
Urban postahivatala 1895 és 1971 között működött. A település névadója Urban Stenger.

## Fordítás
- Ez a szócikk részben vagy egészben  az   Urban, Washington című angol Wikipédia-szócikk ezen változatának fordításán alapul.  Az eredeti cikk szerkesztőit annak laptörténete sorolja fel. Ez a jelzés csupán a megfogalmazás eredetét és a szerzői jogokat jelzi, nem szolgál a cikkben szereplő információk forrásmegjelöléseként.